# Tabea Bettin
Tabea Bettin (* 1982 in Schwerin) ist eine deutsche Theater- und Filmschauspielerin.

## Leben
Tabea Bettin wuchs in Hamburg auf und absolvierte von 2003 bis 2007 ihre Schauspiel-Ausbildung an der Otto-Falckenberg-Schule in München. Ab 2006 war sie an den Münchner Kammerspielen engagiert. Ab 2010 spielte sie am Theater Neumarkt Zürich. Seit 2016 gehört sie zum Ensemble des Düsseldorfer Schauspielhauses.

## Filmografie (Auswahl)
- 2007: Polizeiruf 110: Jenseits
- 2011: SOKO München (Fernsehserie, eine Folge)
- 2013: Paradies 505. Ein Niederbayernkrimi
- 2014: Wir tun es für Geld
- 2016: Notruf Hafenkante (Fernsehserie, eine Folge)
- 2018: In aller Freundschaft – Die jungen Ärzte (Fernsehserie, eine Folge)
- 2019: Die Klempnerin (Fernsehserie, eine Folge)
- 2020: Deutscher (Mehrteiler)
- 2021: Je suis Karl
- 2025: Friesland: Abdrift
- 2025: SOKO Köln: Jackpot (Fernsehserie, eine Folge)